# Kid Icarus
Kid Icarus é um jogo eletrônico de plataforma desenvolvido e publicado pela Nintendo para o Family Computer Disk System no Japão e para o Nintendo Entertainment System na Europa e na América do Norte. O jogo foi lançado no Japão em dezembro de 1986, na Europa em fevereiro de 1987 e na América do Norte em julho de 1987.
A trama centra-se na busca do protagonista Pit por três tesouros sagrados, essenciais para salvar o mundo de fantasia de Angel Land, inspirado na mitologia grega, e sua deusa governante, Palutena. O objetivo é alcançar o final dos níveis e localizar e derrotar os chefes que guardam os três tesouros. O jogo foi desenvolvido pela divisão Research and Development 1 (R&D1) da Nintendo com a colaboração de uma empresa externa, posteriormente identificada como Tose, que auxiliou nos testes. O projeto foi concebido por Toru Osawa e Yoshio Sakamoto, dirigido por Satoru Okada e produzido por Gunpei Yokoi.
Kid Icarus recebeu uma avaliação crítica mista, mas acabou se tornando um clássico cult. Os avaliadores destacaram positivamente sua trilha sonora e a integração de elementos de jogabilidade de diferentes gêneros, enquanto criticaram seus gráficos e o elevado nível de dificuldade. O jogo foi incluído em diversas listas de melhores jogos elaboradas pela IGN e pela Nintendo Power.
O jogo foi relançado para o Game Boy Advance no Japão em 2004. Posteriormente, foi disponibilizado no Virtual Console do Wii em 2007 e no Virtual Console do Wii U em 2013. Uma recriação clássica tridimensional foi lançado no Japão em 2011 e nas regiões da América do Norte, Europa e Austrália em 2012. Em 2016, Kid Icarus foi incluído nas edições norte-americana e PAL do NES Classic Edition. Em 2019, foi disponibilizado no Nintendo Switch Online. Uma sequência, Of Myths and Monsters, foi lançada para o Game Boy em 1991. Um terceiro título da série, Uprising, foi lançado para o Nintendo 3DS em março de 2012, após a inclusão de Pit como personagem jogável no jogo Super Smash Bros. Brawl, de 2008.

## Jogabilidade

Pit enfrenta os inimigos do jogo utilizando um arco e flecha. A saúde do protagonista e o número de corações disponíveis são visíveis no canto superior esquerdo da interface. As portas encontradas nos níveis conduzem a diversas câmaras, como tesourarias ou lojas de itens

Kid Icarus é um jogo de plataforma com elementos de RPG. O jogador assume o controle do protagonista Pit, percorrendo por níveis bidimensionais que apresentam monstros, obstáculos e itens. A principal arma de Pit é um arco com um suprimento ilimitado de flechas, o qual pode ser aprimorado com três itens colecionáveis: o Cristal Guardião, que protege Pit dos inimigos; as Flechas Flamejantes, que atingem múltiplos alvos; e o Arco Sagrado, que aumenta o alcance das flechas. Esses aprimoramentos são eficazes apenas se a saúde de Pit estiver suficientemente alta. O jogo acompanha a pontuação do jogador, aumentando a barra de saúde de Pit ao final de um nível, caso pontos suficientes tenham sido coletados.
Ao longo das fases, o jogador pode acessar sete tipos diferentes de câmaras ao entrar por portas específicas. Lojas e mercados negros oferecem itens em troca de corações, que são deixados pelos monstros derrotados. As câmaras do tesouro contêm itens, os ninhos de inimigos proporcionam ao jogador a oportunidade de ganhar corações extras, e as fontes termais restauram a saúde de Pit. Na câmara dos deuses, a força do arco e das flechas pode ser aumentada dependendo de vários fatores, como o número de inimigos derrotados e a quantidade de dano sofrido em batalha. Na câmara de treinamento, Pit será recompensado com um dos três itens de poder caso passe em um teste de resistência.
O jogo é dividido em três estágios: o submundo, o mundo superior e o mundo celestial. Cada estágio abrange três níveis de área unidirecionais e uma fortaleza. Nas áreas do submundo e do mundo Celestial, Pit deve escalar até o topo, enquanto no mundo superior os níveis são de rolagem lateral. As fortalezas no final dos estágios são labirintos com salas fixas, nas quais o jogador deve encontrar e derrotar um chefe guardião. Dentro de uma fortaleza, Pit pode comprar uma folha de verificação, um lápis e uma tocha para guiá-lo através do labirinto. Um item de uso único, o martelo, pode destruir estátuas de pedra, libertando um soldado voador chamado Centurião que ajudará o jogador nas batalhas contra os chefes. Para cada um dos chefes destruídos, o jogador recebe um dos três tesouros sagrados necessários para acessar o quarto e último estágio, o Templo Celestial. Esta última parte abandona os elementos de plataforma dos níveis anteriores e se assemelha a um jogo de tiro com rolagem.

## Enredo
O jogo se passa em Angel Land, um mundo de fantasia com uma temática inspirada na mitologia grega. Antes dos eventos do jogo, o mundo superior era governado por Palutena, a Deusa da Luz, e Medusa, a Deusa das Trevas. Palutena concedia luz aos habitantes para garantir sua felicidade, enquanto Medusa, que nutria ódio pelos humanos, secava suas colheitas e os transformava em pedra. Em resposta a esses atos, Palutena transformou Medusa em um monstro e a baniu para o submundo. Em busca de vingança, Medusa conspirou com os monstros do local para tomar a residência de Palutena, o Palácio no Céu.
Com seu último poder, Palutena enviou um arco e flecha para o jovem anjo Pit. Ele conseguiu escapar de sua prisão no submundo e partiu para salvar ela e Angel Land. Ao longo da história, Pit recupera os três tesouros sagrados dos guardiões das fortalezas localizadas no submundo, no mundo superior e no céu. Em seguida, ele se equipa com os tesouros e invade o templo celestial, onde derrota Medusa e resgata Palutena. O jogo apresenta cinco finais diferentes; dependendo do desempenho do jogador, Palutena pode presentear Pit com uma armadura ou transformá-lo em um anjo adulto. Na versão japonesa, o melhor final disponível na versão em inglês não está presente, sendo substituído por um final alternativo ruim.

## Desenvolvimento
O jogo foi concebido na divisão R&D1 da Nintendo. Foi especificamente desenvolvido para o Family Computer Disk System devido à capacidade superior de armazenamento de seu disquete, conhecido como Disk Card, que era três vezes maior do que a dos cartuchos utilizados no Family Computer (Famicom) da época. A utilização deste formato permitiu aos desenvolvedores criar um jogo mais extenso, com um mundo de jogo ampliado, além de oferecer a capacidade de salvar o progresso dos jogadores. Kid Icarus marcou a estreia de Toru Osawa (creditado como Inusawa) como designer de jogos eletrônicos, sendo ele o único membro da equipe no início do projeto. Inicialmente, Osawa planejava desenvolver um jogo de ação com elementos de RPG, e baseou a história no contexto da mitologia grega, tema que sempre lhe interessou. Ele foi responsável pelo design dos gráficos pixelizados e pela definição das especificações técnicas que serviram como base para o protótipo jogável. Após a conclusão de Metroid, outro jogo de ação-aventura da Nintendo, mais membros da equipe foram alocados para o desenvolvimento de Kid Icarus.
O jogo foi dirigido por Satoru Okada (creditado como S. Okada) e produzido pelo gerente geral da divisão R&D1, Gunpei Yokoi (creditado como G. Yokoi). A composição musical foi realizada por Hirokazu Tanaka (creditado como Hip Tanaka). Yoshio Sakamoto (creditado como Shikao.S) integrou-se à equipe após suas férias, logo após a conclusão de Metroid. Ele foi responsável pela otimização do processo de desenvolvimento e influenciou significativamente o design de Kid Icarus através de suas decisões. O jogo incluiu vários elementos não convencionais, como cartões de crédito, um feiticeiro capaz de transformar o protagonista em uma beringela, e um nariz grande e móvel que tinha a intenção de se assemelhar ao compositor Tanaka. Sakamoto atribuiu esse humor peculiar à influência dos ex-membros da divisão R&D1, que ele descreveu como "estranho". Inicialmente, Osawa tentou conceber Kid Icarus com um tom completamente sério, mas optou por uma abordagem mais humorística após sugestões da equipe.
Para atender à data de lançamento planejada para 19 de dezembro de 1986, os membros da equipe dedicaram-se intensamente ao trabalho, frequentemente realizando horas extras e permanecendo no escritório até tarde da noite. Durante esse período, eles improvisaram camas utilizando caixas de papelão rasgadas e se cobriram com cortinas para suportar as baixas temperaturas no prédio de desenvolvimento, que não possuía aquecimento. Apesar dessas condições adversas, Kid Icarus foi concluído e entrou em produção apenas três dias antes do lançamento agendado. Devido aos desafios de cronograma enfrentados, várias ideias para estágios adicionais tiveram que ser descartadas.

## Lançamento
Em fevereiro e julho de 1987, respectivamente, uma versão em cartucho foi lançada para o NES na Europa e na América do Norte. Para este lançamento, os gráficos do final foram atualizados e os créditos da equipe foram incluídos. Diferentemente da versão japonesa, que permitia o armazenamento de progresso através do Disk Card, a versão em cartucho utilizava um sistema de senhas para restaurar o avanço do jogador, uma característica praticamente inovadora na época.
Em agosto de 2004, Kid Icarus foi relançado na coleção Famicom Mini Disk System Selection para o Game Boy Advance. Posteriormente, foi disponibilizado no Virtual Console do Wii: em 23 de janeiro de 2007 no Japão, 12 de fevereiro na América do Norte, e 23 de fevereiro na Europa e Austrália; e no Virtual Console do Wii U em 14 de agosto de 2013 no Japão, 11 de julho na Europa e Austrália, e 25 de julho na América do Norte. As senhas utilizadas na versão do NES não são compatíveis com a versão do Virtual Console. Em 2016, o jogo foi incluído nas edições para América do Norte e regiões PAL do NES Classic Edition. Finalmente, em 2019, foi lançado no Nintendo Switch Online.